# Histodytes microocellatus
Histodytes microocellatus is een rondwormensoort uit de familie van de Guyanemidae. De wetenschappelijke naam van de soort is voor het eerst geldig gepubliceerd in 2002 door Aragort, Alvarez, Iglesias, Leiro & Sanmartin.